# Церква Святого Миколая (Стамбул)
Храм Святого Миколая Чудотворця Cibali (тур. Aya Nikola Rum Ortodoks Kilisesi) — православна церква Вселенського Патріархату в районі Фатіх у Стамбулі, Туреччина. Освячена на честь святого Миколая. Розташована поблизу Патріаршого храму святого Георгія, а також воріт Ая-капи (тур. Ayakapı — «святі ворота»). У цьому храмі з дозволу та благословення Варфоломія І діє україномовна парафія. 
Щонеділі та у великі свята у цьому храмі звершується Божественна Літургія українською мовою. Для належного духовного життя громади Вселенський Патріарх Варфоломій призначив українця ієром. Методія Волощенка.
Сучасна будівля храму відбудована в 1837-му році на місці колишньої церкви візантійського періоду, яка ймовірно була побудована до 1538-го року і вперше згадується в документах 1724-го року. Входить до комплексу, що також включає каплицю Святого Харлампія та купіль. Комплекс був оновлений 1998-го року. 24-го листопада 2019-го року пройшла панахида українською мовою по жертвах Голодомору, в якій взяв участь Вселенський патріарх Варфоломій I.